# ヒューバート・クライン・ヘッドリー
ヒューバート・クライン・ヘッドリー（Hubert Klyne Headley、1906年 - 1996年）は、アメリカ合衆国の作曲家。

## 生涯
ウェストバージニア州出身。母親はオルガニストだった。6歳の時に一家はカリフォルニア州に移り住み、そこで育った。パシフィック大学で音楽を学び、1928年に卒業した。続いてイーストマン音楽学校に入り、ハワード・ハンソンに作曲を師事した。
その後、1939年から1954年までカリフォルニア大学サンタバーバラ校で教鞭をとった。その間、パリ、ロンドン、ブダペスト、プラハなどで自作自演するなど、作曲家・ピアニストとして国際的な名声を得た。
やがてシアトルのコーニッシュ芸術大学で短期間教壇に立った後、バンクーバーで後半生を過ごした。

## 作品

### 管弦楽曲
- カリフォルニア組曲（1939）
- ピアノ協奏曲第1番（1941）
- ピアノ協奏曲第2番（1945）
- 交響曲第1番（1946）

### 声楽曲
- オーケストラと児童合唱のための「平和」（1968）

### 室内楽曲
- チェロとピアノのためのソナタ（1954）